# Skattungbyn
Skattungbyn is een plaats in de gemeente Orsa in het landschap Dalarna en de provincie Dalarnas län in Zweden. De plaats heeft 266 inwoners (2005) en een oppervlakte van 143 hectare. Net ten noorden van de plaats stroomt de rivier de Ore älv en net ten oosten van de plaats ligt het meer Skattungen.
In de plaats zijn gedeeltes van verschillende Zweedse speelfilms opgenomen, van deze films zijn Jungfrukällan van Ingmar Bergman en Fäbodjäntan van Joseph W. Sarno waarschijnlijk de bekendste.

## Verkeer en vervoer
Bij de plaats loopt de Länsväg 296.

## Geboren
- Gunnar Myrdal (1898-1987), econoom, socioloog, politicus en Nobelprijswinnaar (1974)